# Оберлойсдорф
Оберлойсдорф (нім. Oberloisdorf) — громада округу Оберпуллендорф у землі Бургенланд, Австрія.
Оберлойсдорф лежить на висоті  254 м над рівнем моря і займає площу  10,65 км². Громада налічує 782 мешканців. 
Густота населення 73/км².  
|                                       |
| Оберлойсдорф на мапі округу та землі. |

 Адреса управління громади: Hauptstraße 63, 7451 Oberloisdorf. 

## Демографія
Історична динаміка населення міста за даними сайту Statistik Austria

## Виноски
1. ↑  Dauersiedlungsraum der Gemeinden Politischen Bezirke und Bundesländer - Gebietsstand 1.1.2018 — Статистичне управління Австрії.
2. ↑  Einwohnerzahl 1.1.2018 nach Gemeinden mit Status, Gebietsstand 1.1.2018 — Статистичне управління Австрії.
3. ↑   http://www.oberloisdorf.at/
4. ↑  Gemeindedaten von Oberloisdorf

| Австрія | Це незавершена стаття з географії Австрії. Ви можете допомогти проєкту, виправивши або дописавши її. |